# Dustin Poirier
Dustin Glenn Poirier, född 19 januari 1989 i Lafayette, är en amerikansk MMA-utövare som sedan 2011 tävlar i organisationen Ultimate Fighting Championship.